# تیم ملی فوتبال ساحلی چین
تیم ملی فوتبال ساحلی چین   نماینده چین در مسابقات بین‌المللی فوتبال ساحلی و یکی از تیم‌های فوتبال ساحلی آسیا است. 